# 马咏斋
马咏斋是江苏省常熟市的老字号熏腊熟食店。

## 历史
马咏斋最初创建于清光绪三十四年（1908年），创始人为马咏梅，售卖红烩块鸡、块肉、禽蛋等熟菜，是常熟的首家熏腊店。宣统二年（1910年）在常熟书法家瞿启甲之助下设店于寺前街，瞿启甲还为其题写了店名。1931年在苏州观前街、大成坊巷口开设分店。1938年又在上海浙江路、宁波路口开设分店，以糟鸡、糟肉等熟食闻名于上海滩。
1956年经公私合营和国营改造后，马咏斋成为全民所有制企业。目前马咏斋为江南畜禽食品有限公司所属，旗下有70余家连锁店。